# ماجوماداس
ماجوماداس، (بالإنجليزية: Magomadas)‏، (سردينيا: Magumadas)، هي بلدية في مقاطعة أوريستانو، في منطقة سردينيا الإيطالية، وتقع على بعد حوالي 130 كيلومترا (81 ميل) شمال غرب كالياري، وحوالي 40 كيلومترا (25 ميل) إلى الشمال من أوريستانو.

## السكان
في سنة 1861 بلغ عدد السكان 628 نسمة، وتطور العدد ليصل في سنة 2011 لـ 643 نسمة.
يظهر هذا المخطط البياني تطور النمو السكاني لـ ماجوماداس